# Eclipse solar del 13 de noviembre de 2012

Eclipse solar del 13 de noviembre de 2012

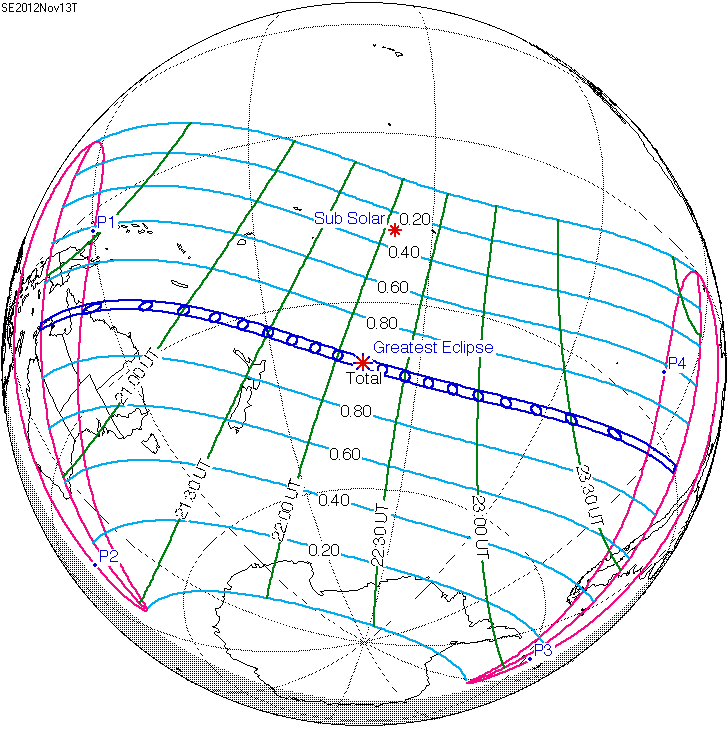
Eclipse solar del 13 de noviembre de 2012

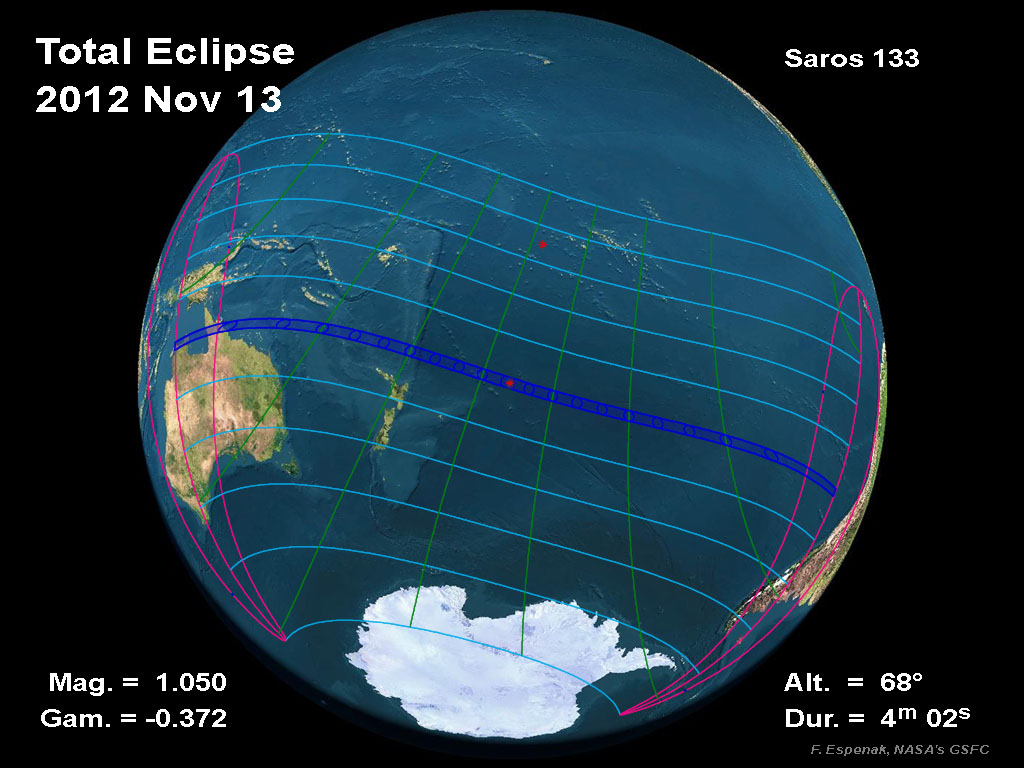
Eclipse solar del 13 de noviembre de 2012

El 13 de noviembre del 2012 se produjo un eclipse solar total con una magnitud de 1.0500. La totalidad fue  visible desde el norte de Australia y el sur del océano Pacífico por un máximo de 2 minutos y 30 segundos, desde el océano Pacífico hasta el este de Nueva Zelanda. Recorrió  el sector sur de la Polinesia hasta el archipiélago Juan Fernández, para luego dejar  de ser visible. Universidad de Dundee.

## Galería de fotos

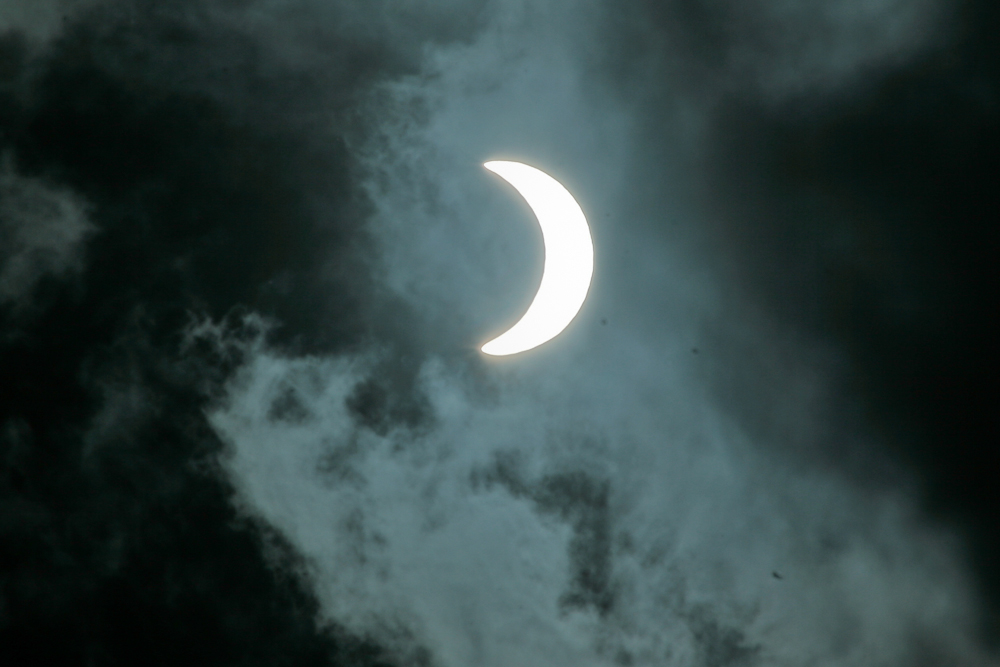
Tauranga, Nueva Zelanda.
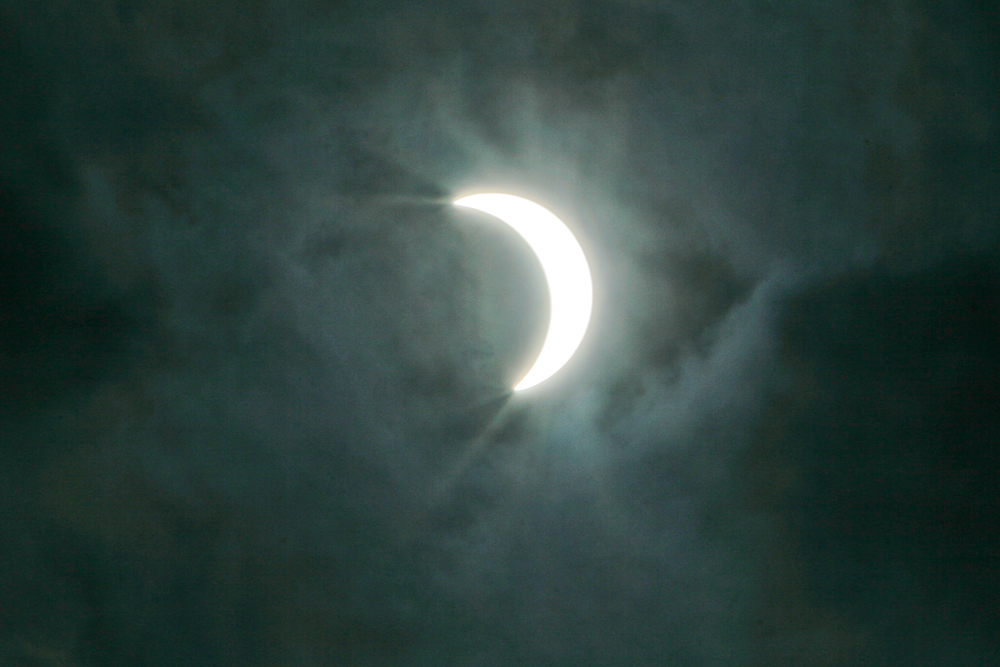
Tauranga, Nueva Zelanda.
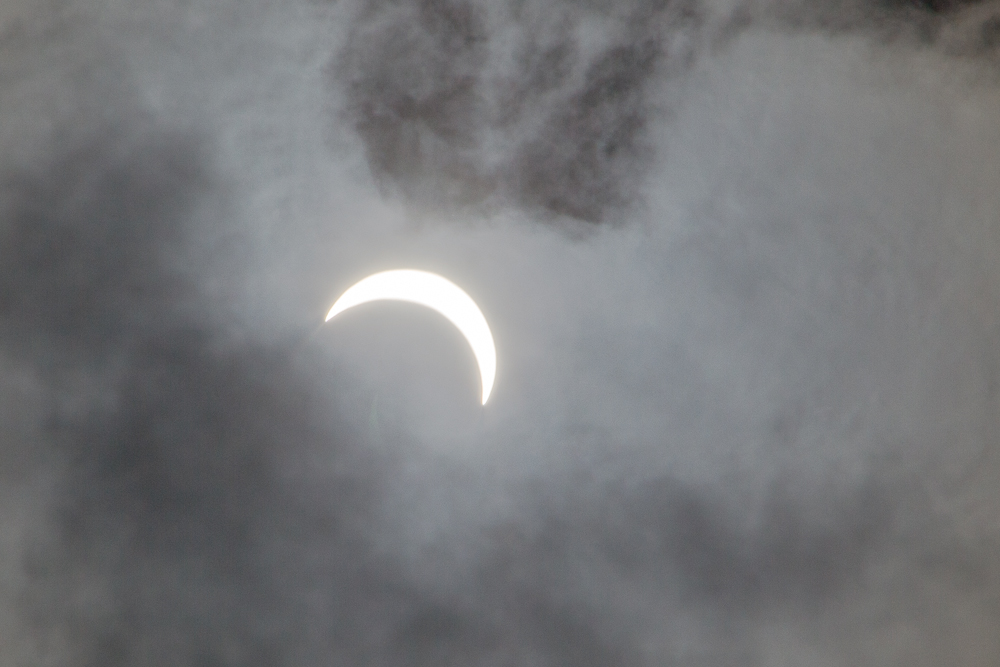
Tauranga, Nueva Zelanda.
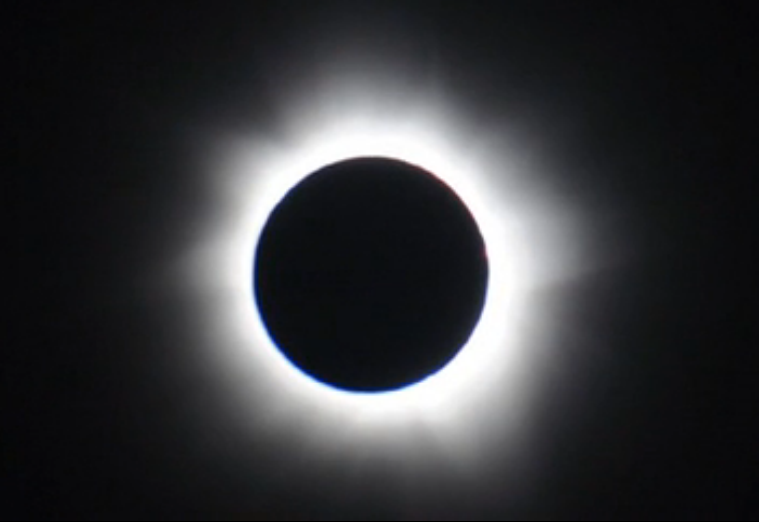
Norte de Australia.
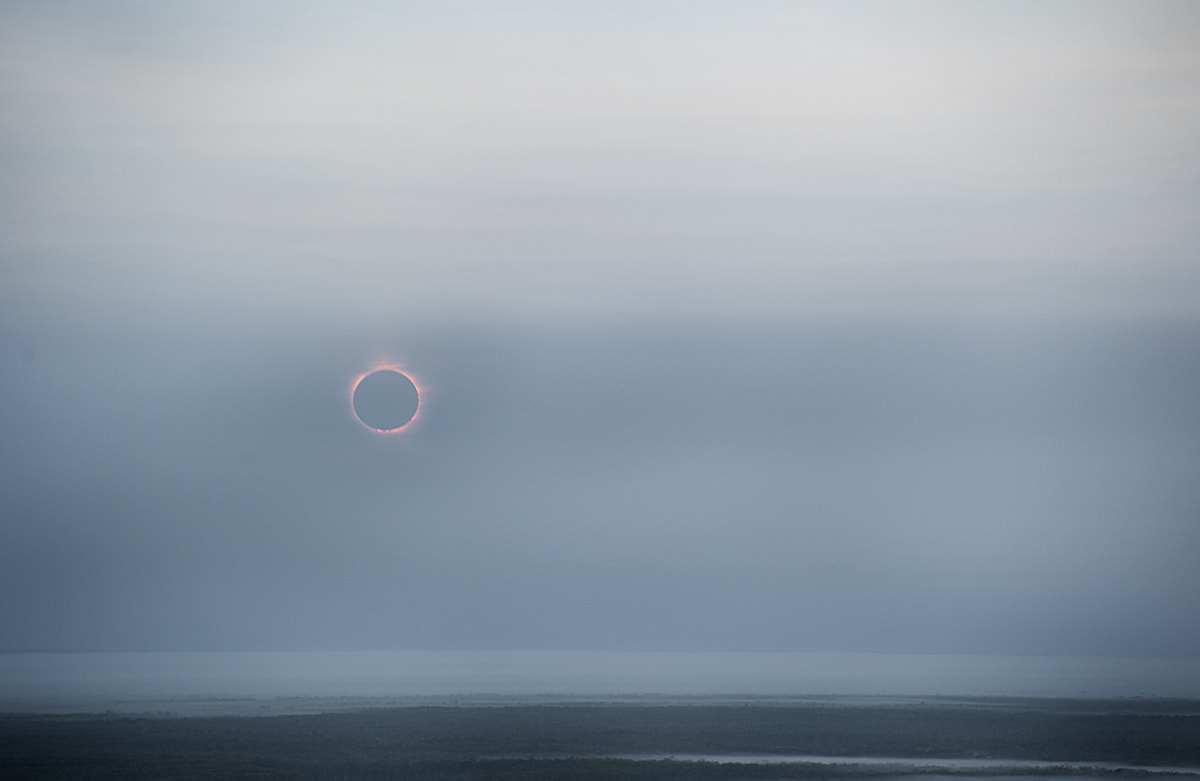
Tierra de Arnhem.
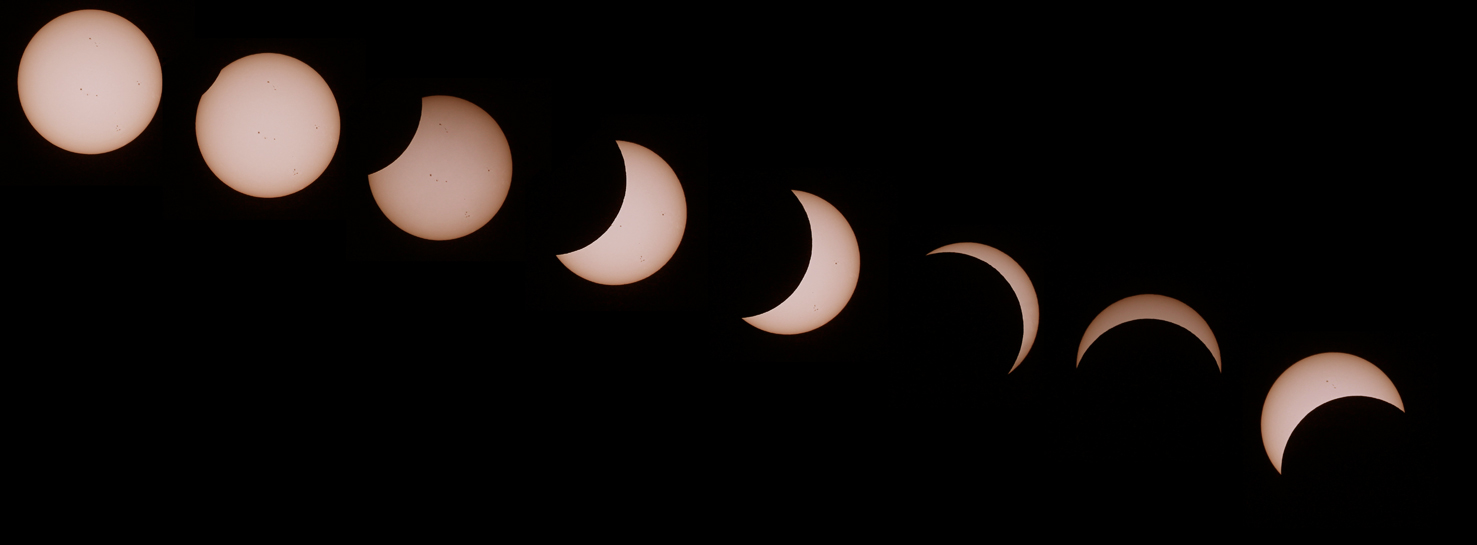
Auckland, Nueva Zelanda.
- Vista de Hinode del Eclipse - Primer Paso.
- Vista de Hinode del Eclipse - Segundo Paso.